# 蘋果谷 (喬治亞州)
阿普爾瓦利（英語：Apple Valley）是位於美國喬治亞州傑克遜縣的一個非建制地區。該地的面積和人口皆未知。

## 地理
阿普爾瓦利的座標為34°09′31″N 83°30′34″W / 34.15861°N 83.50944°W，而該地的平均海拔高度為245米（即804英尺）。